# Parque Nacional Daisen-Oki
O Parque Nacional Daisen-Oki é um parque nacional localizado no Japão. Designado como parque nacional no dia 1 de fevereiro de 1936, cobre uma área de 35,353 hectares de terra e arange as prefeituras de Totori, Shimane e Okayama.

## Geografia

### Relevo
O parque é marcado por uma área montanhosa no interior, uma área costeira plana e algumas ilhas na sua extensão. As áreas montanhosas incluem montanhas vulcânicas, como os montes Daisen, Hiruzen, Kenashi, Senjo e Mitoku, florestas ricas em biodiversidade e áreas de vegetação arbustiva ou com grande presença de gramíneas. As áreas costeiras e as ilhas são influenciadas por fatores como clima, erosão e atividade vulcânica.

#### Área montanhosa
A área montanhosa dos montes Daisen, Hiruzen e Sanbe foi formada primariamente por atividade vulcânica. O Monte Daisen é a montanha mais alta da região de Chugoku (1729 metros acima do nível do mar). É coberto por florestas abundantes.

#### Área costeira e ilhas
Na área costeira, a península de Shimane era antes uma ilha, porém com a atividade vulcânica, terremotos e placas tectônicas se movimentando, tornou-se uma península. A formação das ilhas Okinoshima aconteceram por causa de atividade vulcânica no local há cerca de 10 mil anos atrás.

### Fauna e Flora
Sendo localizado na parte sul do Japão, o parque apresenta maior biodiversidade, pois está localizado em uma área mais quente e úmida que o resto do país.

#### Fauna
Nas áreas montanhosas, a fauna do local inclui animais como Luehdorfia japonica e Melitaea protomedia. Nas ilhas Oki, é possível encontrar Salamandras de Okinoshima. As áreas costeiras são notórias pelo enorme aglomerado de aves marinhas.

#### Flora
Phyllodoce nipponica Makino, Gaultheria adenothrix, Geranium shikokianum Matsum e Veronicastrum japonicum podem ser encontrados nas áreas ao redor do monte Daisen. Na ilhas Okinoshima há uma variedade de plantas coexistindo, tais como rosas rugosas, Phalaenopsis japonica, Aster spathulifolius e Allium schoenoprasum.

## Cultura local

### Cultura da área montanhosa
O Monte Daisen é tradicionalmente adorado como um monte sagrado. Desde a abertura do templo Daisen-Ji, muitos vieram conhecer este local sagrado.

### Cultura da área costeira e das ilhas
Ambas as península de Shimane e as ilhas Okinoshima são cenários de contos mitológicos como o de Kunibiki Shinwa.

## Principais pontos turísticos
Entre os pontos turísticos do parque, destacam-se:
- Jodogaura(Praia);
- Akaiya(Praia);
- Shizen-Kaiki-no-Mori(Floresta);
- Kuniga(Parede rochosa);
- Sekiheki(Parede rochosa);
- Izumo-taisha(Santuário);
- Hinomisaki(Farol) e Hinomisaki(Santuário);
- Mitoku(Monte);
- Daisen(Monte).[2]

## Instalações
- Centro do Parque Nacional Daisen-Oki;
- Centro de Informações de Daisen;
- Museu de História Natural de Daisen;
- Museu de História Natural do Monte Sanbe;
- Museu de História Natural de Okinoshima.[3]